# ひとりっ娘2
『ひとりっ娘2』（ひとりっこのじじょう、原題: It Takes Two）は、1995年のアメリカ映画。アンディ・テナント監督のコメディ映画。主演は『フルハウス』のオルセン姉妹。姉妹の日本語吹き替えは三倉茉奈・佳奈が担当した。
日本では劇場未公開だが、ビデオ（VHS、字幕版と吹替版の2種類）が1997年9月21日に発売された他、2007年にテレビ東京で放送された。JSB（現WOWOW）で放送された際の邦題は『ひとりっ娘2/ふたりはキューピッド』。
2012年7月現在、日本ではDVD未発売（米国では2002年6月11日発売）。

## ストーリー
身内がいなくニューヨークの孤児院で暮らしているアマンダは、その施設に勤めるダイアンが里親になってくれることを望んでいるが、独身であるダイアンは里親になる資格を持っていない。

一方、実業家ロジャー・キャラウェイの娘アリッサは、贅沢で優雅な暮らしを送っている。ロジャーがクラリスとの再婚を控えていたが、クラリスが財産以外に興味を持っていないことを理由に、アリッサはクラリスを嫌っている。
ある日、アマンダは孤児院の児童全員と一緒にキャンプで、アリッサは別荘で休暇を送るため、ミノクア湖へ向かう。キャンプと別荘をそれぞれ飛び出したアマンダとアリッサは鉢合わせして、偶然出会う。同い年で容姿がそっくりの2人は意気投合し、アマンダが別荘に、アリッサがキャンプにそれぞれ紛れ込む。そして、アマンダはロジャーのことを、アリッサはダイアンのことを気に入り、2人はロジャーとダイアンを結ばせようとする…。

## キャスト
※括弧内は日本語吹き替え
- アマンダ - メアリー・ケイト・オルセン （三倉佳奈）
- アリッサ・キャラウェイ - アシュレー・オルセン（三倉茉奈）
- ダイアン・バローズ - カースティ・アレイ（塩田朋子）
- ロジャー・キャラウェイ - スティーヴ・グッテンバーグ（江原正士）
- ヴィンツェンツォ - フィリップ・ボスコ（佐々木梅治）
- クラリス・ケンジントン - ジェーン・シベット（日野由利加）

## 受賞
1996年に、ニコロデオン主催の第9回キッズ・チョイス・アワードで、主演のオルセン姉妹がフェイバリット・映画女優賞を受賞した。共演したカースティ・アレイも同じ賞にノミネートされた。